# نجيب الحصادي
نجيب الحصادي أو نجيب المحجوب عبد الرحمن الحصادي (ولد في 25 أغسطس 1952 بدرنة)، هو فيلسوف ليبي، وأكاديمي، وكاتب، ومترجم، له العديد من المؤلفات، عمل أستاذًا في جامعة بنغازي.

## مؤهِّلات علميَّة
تحصَّل على درجة الليسانس من الجامعة الليبية قسم الفلسفة عام 1973، وعلى درجة الماجستير من جامعة جورجتاون عام 1977، وعلى درجة ماجستير ثانية من جامعة ويسكونسن-ماديسون عام 1979، وتحصَّل على درجة الدكتوراة من جامعة ويسكونسن-ماديسون، عام 1983، وكان موضوع رسالة الدكتوراه: (العقلانية العلمية: نقد تصور تومس كون في العقلانية العلمية)، وتحصَّل على درجة الأستاذيَّة منذ عام 1996.

## بيانات إداريَّة
شغل منصب رئيس قسم الفلسفة، كلية الآداب، جامعة قاريونس، في الثلث الثاني من تسعينيات القرن العشرين. ورئيس قسم الفلسفة، كلية العلوم الإنسانية، جامعة الإمارات العربية المتحدة (2001-2005)، والعميد المشارك لوحدة التراث والثقافة، كلية العلوم الإنسانية، جامعة الإمارات العربية المتحدة (2003-2004)، ورئيس لجنة الدراسات العليا بكلية العلوم الإنسانية، جامعة الإمارات العربية المتحدة (2002-2004)، ورئيس المركز الوطني للترجمة، ليبيا منذ عام 2013.

## خبرة تدريسيَّة
درّس مواد «المنطق الرمزي» ، و«التفكير الناقد» ، و«مهارات البحث العلمي» ، و«أساسيات البحث العلمي» ، و«فلسفة العلوم» و«مصطلحات أجنبية» منذ عام 1983 في جامعة بنغازي (قاريونس سابقا). ودرّس مادة «التفكير الناقد» عام 2006-2007 في جامعة الإمارات العربية باللغة الإنجليزية. ودرّس مادة «فلسفة العلوم» على مستوى الدراسات العليا.

## عضويَّة لجان علميَّة وثقافيَّة
رئيس الجمعية الفلسفية الليبية، وعضو عامل في منتدى الفكر العربي، عَمَّان، الأردن، وعضو رابطة الأدباء والكتاب، ليبيا، وعضو مجمع اللغة العربية الليبي.

## جوائز علمية
- جائزة الدولة التقديرية عن الدراسات الأكاديمية، 2009
- درع الضاد، مجمع اللغة العربية في ليبيا، 2023

## استشارات
تقويم برنامج الدراسات العليا بقسم الفلسفة بجامعة الكويت عام 2003. رئيس قطاع الثقافة والعلوم في اللجنة التي أعدت «رؤية ليبيا 2025» و«رؤية ليبيا 2040» اللتين أشرف عليهما مجلس التخطيط الوطني في ليبيا. مستشار لمشروع «دور القانون في المصالحة»، ومشروع «تيسر العدالة» بمركز دراسات القانون والمجتمع بجامعة بنغازي.

## أبحاث منشورة
- “The Significance of Anomaly in Post-Positivistic Accounts of Science”، مجلة العلوم الإنسانية والاجتماعية، جامعة الإمارات العربية المتحدة، العدد الثاني، المجلد 18، أكتوبر 2002
- «ماهية الفلسفة»، مجلة الثقافة العربية، السنة 30، العدد 9، 2003
- «العولمة: الخيار الجيني»، المجلة العربية للعلوم الإنسانية، مجلس النشر العلمي، الكويت، العدد 86، ربيع 2004
- «الفلسفة في أمريكا في مطلع القرن الحادي والعشرين» (جون سيرل، ترجمة)، نزوي، عمان، 2004
- «قتل المرحمة»، مجلة العلوم الإنسانية والاجتماعية، جامعة الإمارات العربية المتحدة، العدد الثاني، المجلد 21، أبريل 2005
- «الوعي الفلسفي ومستقبل الفلسفة في الجامعات الليبية والخليجية»، أعمال مؤتمر مستقبل العلوم الإنسانية، دار العلوم، المنيا، مارس 2005
- «الوعي الزائف والنسبانية الأخلاقية»، المجلة العربية للعلوم الإنسانية، الكويت، العدد 91، السنة 23، صيف 2005
- «قيمية العلم»، عالم الفكر، الكويت، ديسمبر 2006
- «دفاع عن الارتيابية»، المجلة العربية للعلوم الإنسانية، الكويت، 2008
- «سجايا ليبية»، أعمال مؤتمر التنمية المستدامة، جامعة قاريونس، 2009
- «ظاهرة الاندياح ومسألة الهوية»، أعمال مؤتمر تداخل الأنواع الأدبية، جامعة 7 أكتوبر، 2009
- «في الجزاء الأعظم»، المجلة العربية للعلوم الإنسانية، الكويت، 2009
- «توقيت تنفيذ عقوبة الإعدام بين سوانح التراخي وعذابات الانتظار»، أعمال مؤتمر الفلسفة وحقوق الإنسان، جامعة القاهرة، مارس 2010.
- «ركائز قيمية»، دراسات في المسح الشامل للقيم، مركز البحوث والاستشارات بجامعة بنغازي، 2015.
- «احترازات فلسفية»، دراسات في المسح الشامل للقيم، مركز البحوث والاستشارات بجامعة بنغازي، 2015.
- «التحول الديمقراطي في ليبيا: تحديات ومآلات وفرص» (مشترك مع زاهي المغيربي)، ندوة الانتقال الديمقراطي، المركز العربي لأبحاث ودراسة السياسات، تونس، مارس 2015.
- «تعايش الليبي مع الآخر الأجنبي والجندري والديني»، العيش المشترك في ليبيا وفي مجالات جغرافية أخرى، أعمال الندوة الدولية المنعقدة بمؤسسة الأرشيف التونسي الوطني في 5-6 مايو 2016، منشورات جامعة تونس، كلية العلوم الإنسانية والاجتماعية، 2016.
- دور الشريعة في التشريع، معايرة مشروع الدستور الليبي، مركز دراسات القانون والمجتمع، جامعة بنغازي، 2017)
- ليبيا إلى أين: الهويّة الليبية وحظوظ الليبيين في إنجاز مصالحة وطنية وبناء دولة حديثة ، الهوية الوطنية: الأبعاد والمقومات، مركز دراسات القانون والمجتمع، جامعة بنغازي، 2019.

## مؤلَّفات
- أوهام الخلط (جامعة قار يونس، ليبيا، 1989)
- تقريظ العلم (جامعة قار يونس، بنغازي، 1990)
- نهج المنهج (الدار الجماهيرية للنشر والتوزيع والإعلان، ليبيا، 1991)
- ليس بالعقل وحده (الدار الجماهيرية للنشر والتوزيع والإعلان، ليبيا، 1992)
- معيار المعيار (الدار الجماهيرية للنشر والتوزيع والإعلان، ليبيا، 1992)
- أسس المنطق الرمزي المعاصر (دار النهضة العربية، بيروت، 1993)
- آفاق المحتمل (جامعة قار يونس، ليبيا، 1994)
- تقريظ المنطق (الدار الجماهيرية للنشر والتوزيع والإعلان، ليبيا، 1995)
- جدلية الأنا-الآخر (الدار الدولية للنشر، القاهرة، 1996)
- الريبة في قدسية العلم (جامعة قار يونس، بنغازي، 1998)
- قضايا فلسفية (الدار الجماهيرية للنشر والتوزيع والإعلان، ليبيا، 2004)
- مهارات البحث العلمي (مع خلف نصار وبسام عتيلي) (جامعة الإمارات، 2005)
- نتح الكمال (مجلس تنمية الإبداع، 2008)
- نوستالجيا: مقالات ودراسات ومراجعات (جزأين) (مؤسسة دار الهلال، 2013)
- يمشي على مهل ويسبقنا، (مجموعة الوسط الإعلامية، مكتبة الكون، القاهرة، 2020)
- كتاب الأغاليط (رؤية للنشر والتوزيع، القاهرة، 2021)
- دراسات في الوعي الأخلاقي والعلمي (رؤية للنشر والتوزيع، القاهرة، 2021)
- حساسات التفكير الناقد، (الطبعة الأولى، مؤسسة كلام للبحوث والإعلام، عمّان، الأردن، 2020؛ الطبعة الثانية، دار الفرجاني، طرابلس، ليبيا، 2023).[10][11]
- أرسان الروح: سيرة ذاتية (دار الفرجاني، طرابلس، ليبيا، 2023)[5]

## ترجمات
- كيف يرى الوضعيون الفلسفة (Logical Positivism, A.J. Ayer)، (دار الآفاق، المغرب، 1994).
- نظرية المعرفة (Theory of Knowledge, R. Chisholm)، (الدار الدولية للنشر، القاهرة، 1996).
- قراءات في فلسفة العلم (Readings in the Philosophy of Science, B. Brody)، (دار النهضة العربية، بيروت، 1997).
- رجال الفكَر (Men of Ideas, B. Magee)، (جامعة قاريونس، ليبيا، 1998).
- المنتسخة: الطريق إلى دولي واستشراف المستقبل (The Clone: The Road to Dolly and the Path Ahead, Gina Kolata) (مشترك مع بالقاسم اشتيوي) (الإدارة العامة للمعاهد والمراكز المهنية العليا، ليبيا، 1998).
- مقدمة في النظرية السياسة (Political Theory) (مشترك مع زاهي المغيربي)، (منشورات جامعة قاريونس، 2003).
- التفكير الناقد في القضايا الأخلاقية (Critically Thinking About Moral Issues, T. Will)، (الهيئة القومية للبحث العلمي، ليبيا، 2003).
- إشكاليات فلسفية في العلم الطبيعي (Philosophical Problems of Natural Science, D. Shaper)، (الهيئة القومية للبحث العلمي، ليبيا، 2004).
- من وجهة نظر منطقية (From a Logical Point of View, W.V. Quine)، (مجلس تنمية الإبداع الثقافي، ليبيا، 2004).
- دليل أكسفورد الفلسفي (The Oxford Companion to Philosophy, T. Honderich)، (الهيئة القومية للبحث العلمي، ليبيا، 2005).
- مقدمة في فلسفة العلم (Introduction to the Philosophy of Science, Arthur Pap)، (اللجنة الشعبية العامة للثقافة والإعلام، طرابلس، 2006).
- التفكير الناقد: طرح الأسئلة المناسبة (دار الثقافة للنشر والتوزيع، القاهرة، 2007).
- الجسد والنظرية الاجتماعية (Body and Social Theory, C. Shilling) (مشترك مع منى البحر) (دار العين، القاهرة، 2009).
- مبدأ الريبة (Uncertainty: The Struggle for the Soul of Science, D.Lindly) (دار العين، القاهرة، 2009).
- النظرية السياسية (مشترك مع د. محمد زاهي بشير المغيربي) (منشورات جامعة قار يونس، 2009).
- جون ستيورات مل (Mill, Wendy Donner & Richard Fumerton) (المركز القومي للترجمة، القاهرة، 2011).
- القانون الطبي والأخلاق (Medical Law, Bonnie F. Fremgan) (المركز القومي للترجمة، القاهرة، 2012).
- كون ضد بوبر: الصراع من أجل روح العلم (Kuhn Vs. Popper: The Struggle for the Soul of Science, Steve Fuller) (المركز القومي للترجمة، القاهرة، 2012).
- ضلع الإنسانية الأعوج: فصول في تاريخ الأفكار (مشترك مع زاهي المغيربي)، (The Crooked Timber of Humanity: Chapters in the History of Ideas, Isaiah Berlin) (المركز القومي للترجمة، القاهرة، 2013).
- مدخل إلى المنطق (Introduction to Logic, Irving Copi, Carl Cohen) (مشترك مع محمود سيد) (مجلس النشر العلمي، جامعة الكويت، 2013).
- مشروع الدساتير المقارن (Comparative Constitutions Project) (مشترك مع آخرين) (مركز البحوث والاستشارات، بنغازي، 2014).
- العلم والنسباوية: مسائل خلافية أساسية في فلسفة العلم (Science and Relativism: Some Key Controversies in the Philosophy of Science, Larry Laudan) (مشترك مع محمد أحمد السيد) (المركز القومي للترجمة، القاهرة، 2015).
- عواقب التعذيب والعنف المنظم: مسح حول تقدير احتياجات ليبيا (مشترك مع زاهي المغيربي) (سلسلة منشورات دغنتي، منشورات مركز البحوث والاستشارات، جامعة بنغازي، 2015).
- قاموس كيمبردج للفلسفة (Cambridge Dictionary of Philosophy, R.Audi (ed.),) 2015.
- هل العلم خلو من القيم؟ القيم والفهم العلمي (Is Science Value Free? Values and Scientific Understanding, Hugh Lacey) (المركز القومي للترجمة، القاهرة، 2015).
- تفكّر (Think, Simon Blackburn) (مشروع نقل المعارف، هيئة الثقافة والآثار، البحرين، 2016).
- المشكلان الأساسيان في نظرية المعرفة (The Two Fundamental Problems of the Theory of Knowledge, Karl Popper) (دار جداول، بيروت، 2018).
- طرح الأسئلة المناسبة: مرشد التفكير الناقد (Asking the Right Questions: A Guide to Critical Thinking, M. Neil Brown & Stuart M. Keeley) (مشترك مع محمد السيد) (الطبعة الأولى، دار الثقافة للنشر والتوزيع، القاهرة، 2007، الطبعة الثانية، رؤية للنشر والتوزيع، القاهرة، 2019).
- مدخل إلى فلسفة الأديان (An Introduction to the Philosophy of Religion, M. Murray and M. Rea) (مؤسسة كلام للبحوث والإعلام، عمّان، الأردن، 2020).
- مقصد المؤلف (The Author's Intention, J. Mitscherling, T. Ditommaso, A. Nayed, Lexington Books, Mar. USA) (مؤسسة كلام للبحوث والإعلام، عمّان، الأردن، 2020).
- موجز تاريخ الفلسفة (A Little History of Philosophy, N. Warbruton, University of Yale Press, New Haven, 2011) (طبعة خاصة، 2020).
- أرسان العقل (The Outer Limits of Reason, N. Yanofsky, 2013) (جمعية معنى، الرياض، السعودية، 2021).
- التنوير متنازعا فيه (مشترك مع زاهي المغيربي) (Enlightenment Contested, J. Israel, Oxford University Press, 2006) (منشورات وزارة الثقافة، البحرين، 2021).
- خريطة الثقافة (The Culture Map, E. Meyer, Public Affairs, 2015) (رؤية للنشر والتوزيع، القاهرة، 2021).
- دفاع عن العلم (Defending Science Within Reason, S, Haack, Prometheus Books, NY, 2003) (رؤية للنشر والتوزيع، القاهرة، 2021).
- دليل أكسفورد في الفلسفة (The Oxford Companion to Philosophy, T. Honderich, 2015)، (مشروع نقل المعارف، هيئة الثقاقة والآثار، البحرين، 2021).
- متاع الفيلسوف (The Philosopher’s Toolkit, Peter S. Fosel and Julian Baggini, 2020) (جمعية معنى، الرياض، السعودية، 2021).
- الارتيابية في الفلسفة: مقدمة تاريخية شاملة (مشترك مع زاهي المغيربي) (Skepticism in Philosophy: A Comprehensive, Historical Introduction, Henri; Lagelund, Routledge, New York) (رؤية للنشر والتوزيع، القاهرة، 2022).
- عتاد التفكير الناقد (The Critical Thinking Toolkit, Galen A. Foresman, et. al., 2017) (جمعية معنى، الرياض، السعودية، 2022).
- فلسفة العلوم من الألف إلى الياء (Philosophy of Science A-Z, Sathis Psillos, Edinburgh University Press, 2007) (دار صفحة سبعة للنشر والتوزيع ، القاهرة، 2022).
- الفلسفة والفلاسفة: مقدمة للفلسفة الغربية (Philosophy and Philosophers, John Shand, UCL) (رؤية للنشر والتوزيع، القاهرة، 2022).
- الكراهية، والسياسة، والقانون: منظورات نقدية في مكافحة الكراهية (Hate, Politicsm LawL Critical Perspectives in Combacting Hate, ed. Thomas Brudholm and Birgitte Schepelem Johanson, Oxford University Press, 2018) (دار جدول، الكويت، 2022).
- إبستيمولوجيا القراءة والتأويل (The Epistemology of Reading and Interpretation, Rene van Woundenberg, Cambridge University Press, 2021) (نادي الكتاب، الرياض، المملكة العربية السعودية، 2023).
- الإدراك، والنظرية والالتزام (Perception, Theory and Commitment, H. Brown, 1977) (دار صفحة 7 للنشر والتوزيع، القاهرة، 2023).
- غرباء على بابنا (Strangers at Our Door, Zygmunt Bauman, Polity press, 2016)  (دار نشر صفحة 7، القاهرة، 2023).
- إبستيمولوجيا الإدراك غير البصري (Epistemology of Non-visual Perception,  Berit Brogaars and Dimitria Gatzia (eds.), Oxford University Press, 2020) (نادي الكتاب، الرياض، المملكة العربية السعودية، 2024)[12][13][14]

## كتب قيد الطبع
- فلسفة المنطق (Philosophy of Logic, W.V. Quine, Harvard University Press, 1986)  (نادي الكتاب، الرياض، المملكة العربية السعودية).
- المعرفة والنزعة الارتيابية (Knowledge and Skepticism, M. Clay and K. Lherer (eds, 1989) (رؤية للنشر والتوزيع، القاهرة).
- هراء عصري: سوء استخدام مثقفي بعد الحداثة للعلم (Fashionable Nonsense: Post-modern Intellectuals Abuse of Science, Alan Sokal, Jean Cricmont,1998) (المركز العربي للأبحاث ودراسة السياسات، قطر).
- علماء اللاهوت والحداثة (مشترك مع زاهي المغيربي) (The Modern Theologians, David Ford ed.), University of Cambridge, 2001) (مؤسسة كلام للبحوث والإعلام، عمّان، الأردن).
- الشرعية والسياسة: إسهام في دراسة الحق السياسي والمسؤولية السياسية (مشترك مع زاهي المغيربي) (Legitimacy and Politics: A contribution to the Study of Political Right and Political Responsibility, Jean-Maec Cocaud, Cambridge University Press, 2002)  (دار رؤية للنشر والتوزيع، القاهرة).
- الظلم المعرفي: السطوة & إثيقا فعل المعرفة (Epistemic Injustice: Power & Ethics of Knowing, Miranda Fricker, Oxford University Press, 2007) (دار صفحة 7 للنشر والتوزيع، القاهرة).
- دزينة فلاسفة حديثين (12 Modern Philosophers, C. Belshaw and Gary Kemp (eds.), Wiley-Blackwell Publishing, Ltd., 2009) (رؤية للنشر والتوزيع، القاهرة).
- قاموس كيمبردج للفلسفة (Cambridge Dictionary of Philosophy, R. Audi (ed.), 2015) (جمعية معنى، الرياض، السعودية).
- أسلوب عمل الفلسفة (How Philosophy Works, Marcus Weeks, 2019) (رؤية للنشر والتوزيع، القاهرة).

## وفاته
توفي في 1 يوليو 2025 في مركز الحسين للسرطان بالعاصمة الأردنية عمّان، بعد معاناة قصيرة مع مرض سرطان الرئة.

## وصلات خارجية
- نجيب الحصادي على موقع أرشيف الشارخ
- نجيب الحصادي على موقع المكتبة المفتوحة (الإنجليزية)